# 駐日フィリピン大使館
駐日フィリピン大使館（タガログ語: Embahada ng Pilipinas sa Hapon、英語: Philippine Embassy in Japan / Embassy of the Philippines in Japan）は、フィリピンが日本の首都東京に設置している大使館である。在東京フィリピン大使館（タガログ語: Embahada ng Pilipinas sa Tokyo、英語: Philippine Embassy in Tokyo / Embassy of the Philippines in Tokyo）とも。

## 所在地
| 日本語   | 〒106-8537 東京都港区六本木五丁目15-5       |
| 英語     | 5-15-5, Roppongi, Minato-ku, Tokyo 106-8537 |
| アクセス | 東京メトロ南北線/都営大江戸線・麻布十番駅   |

## 大使
2023年4月19日より、ミレーン・ガルシア‐アルバノが特命全権大使を務めている。

## ギャラリー
- フィリピン大使館・領事部

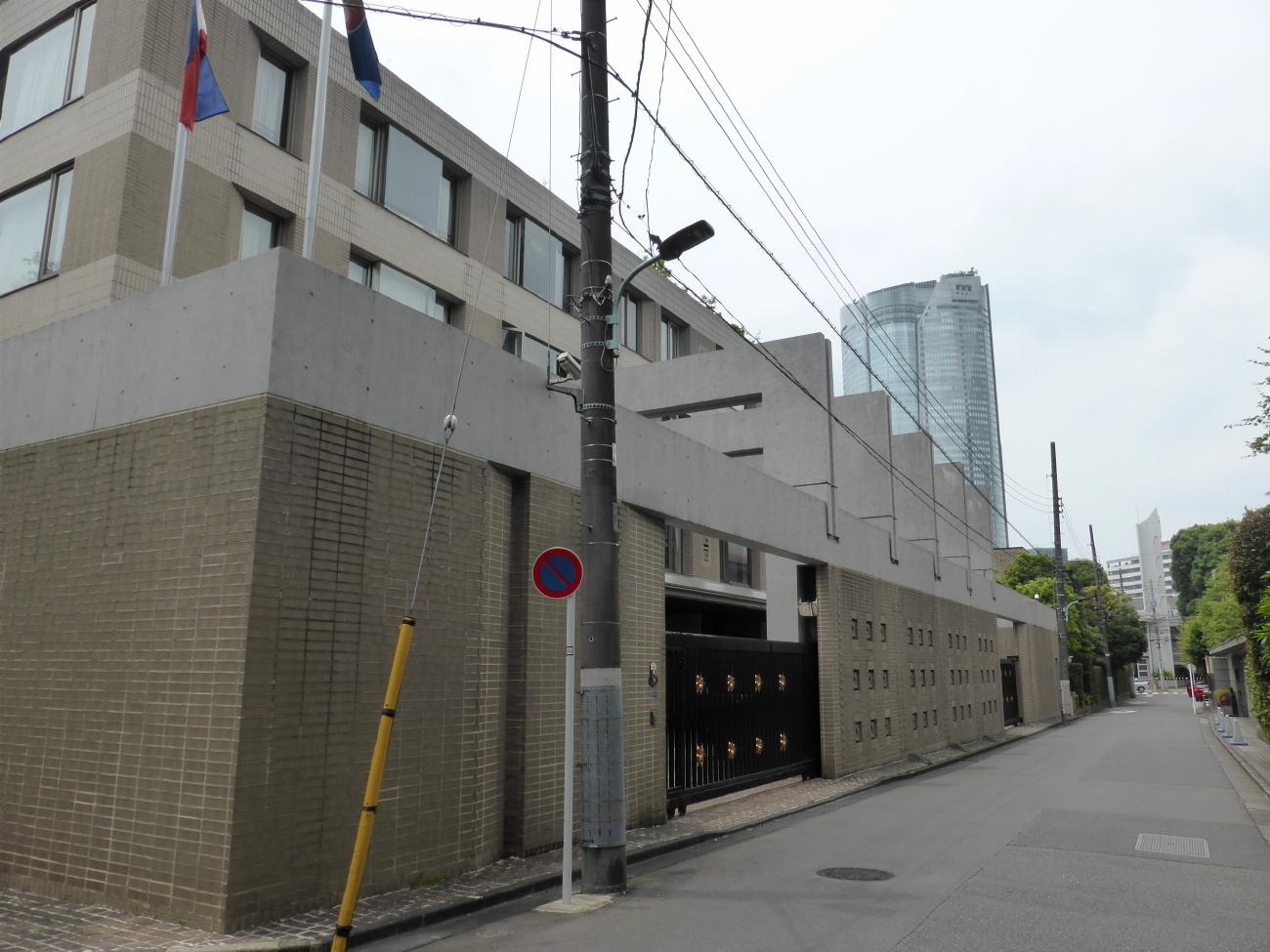
フィリピン大使館全景
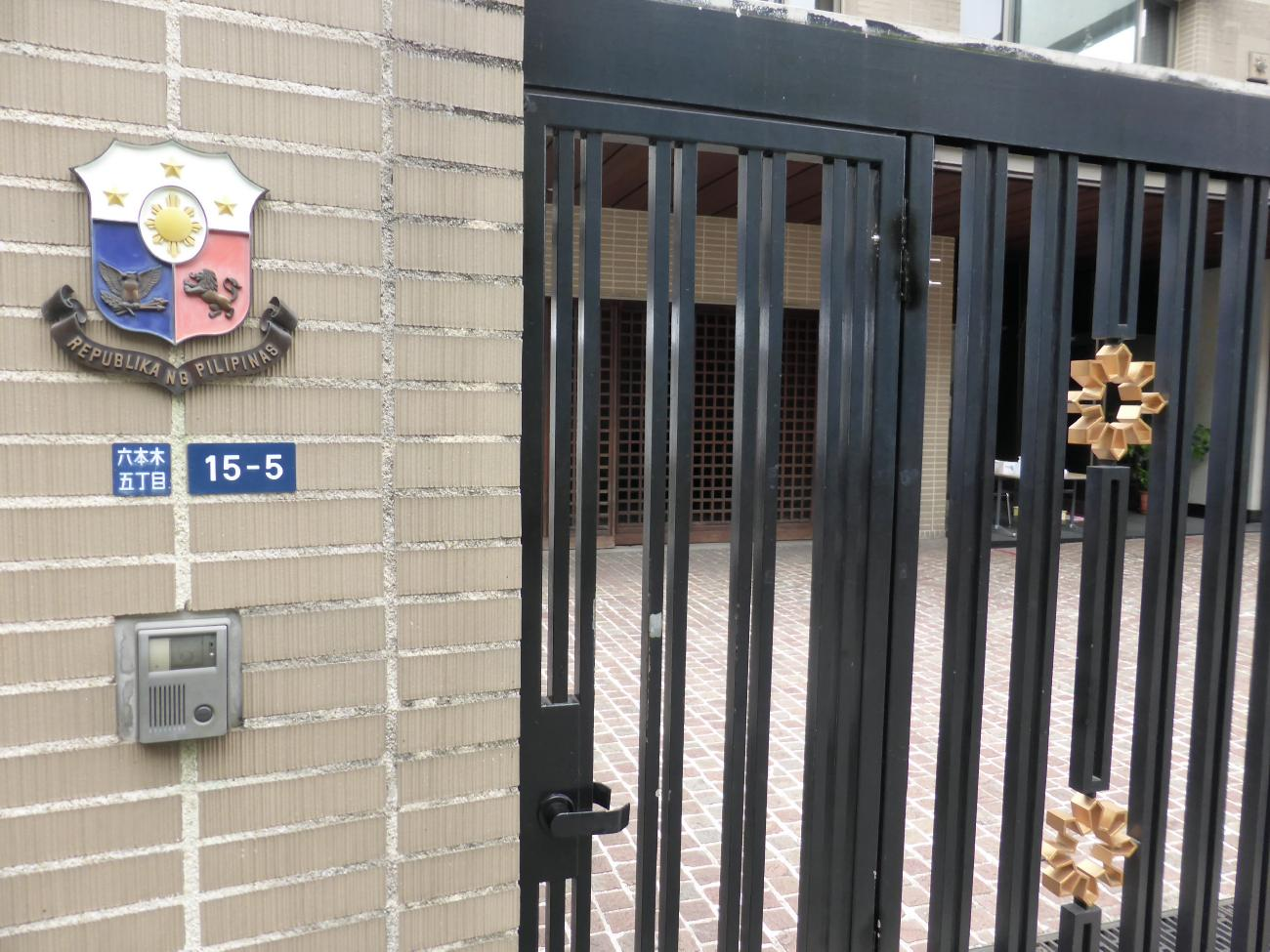
フィリピン大使館正面玄関
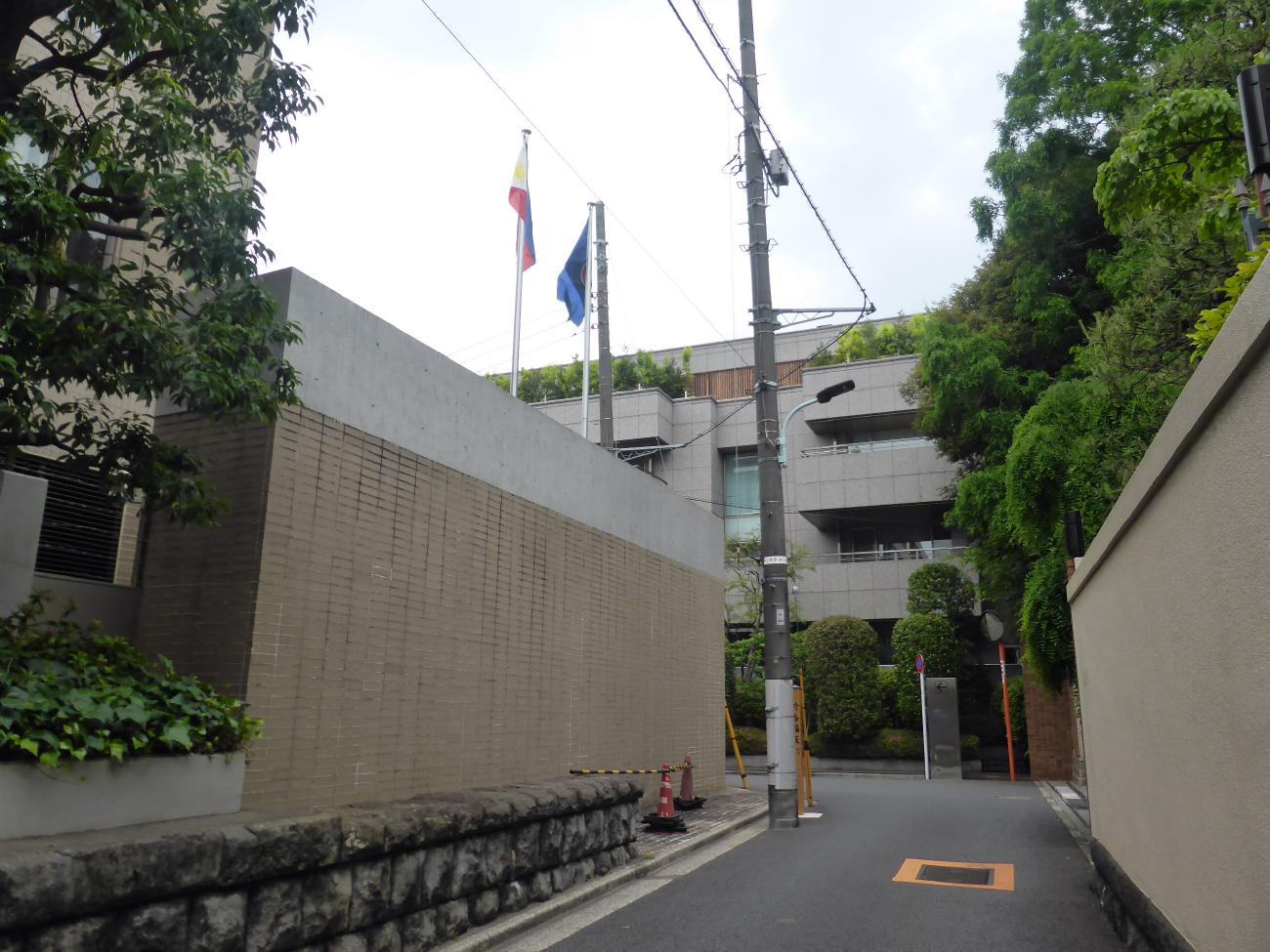
フィリピン大使館と国旗
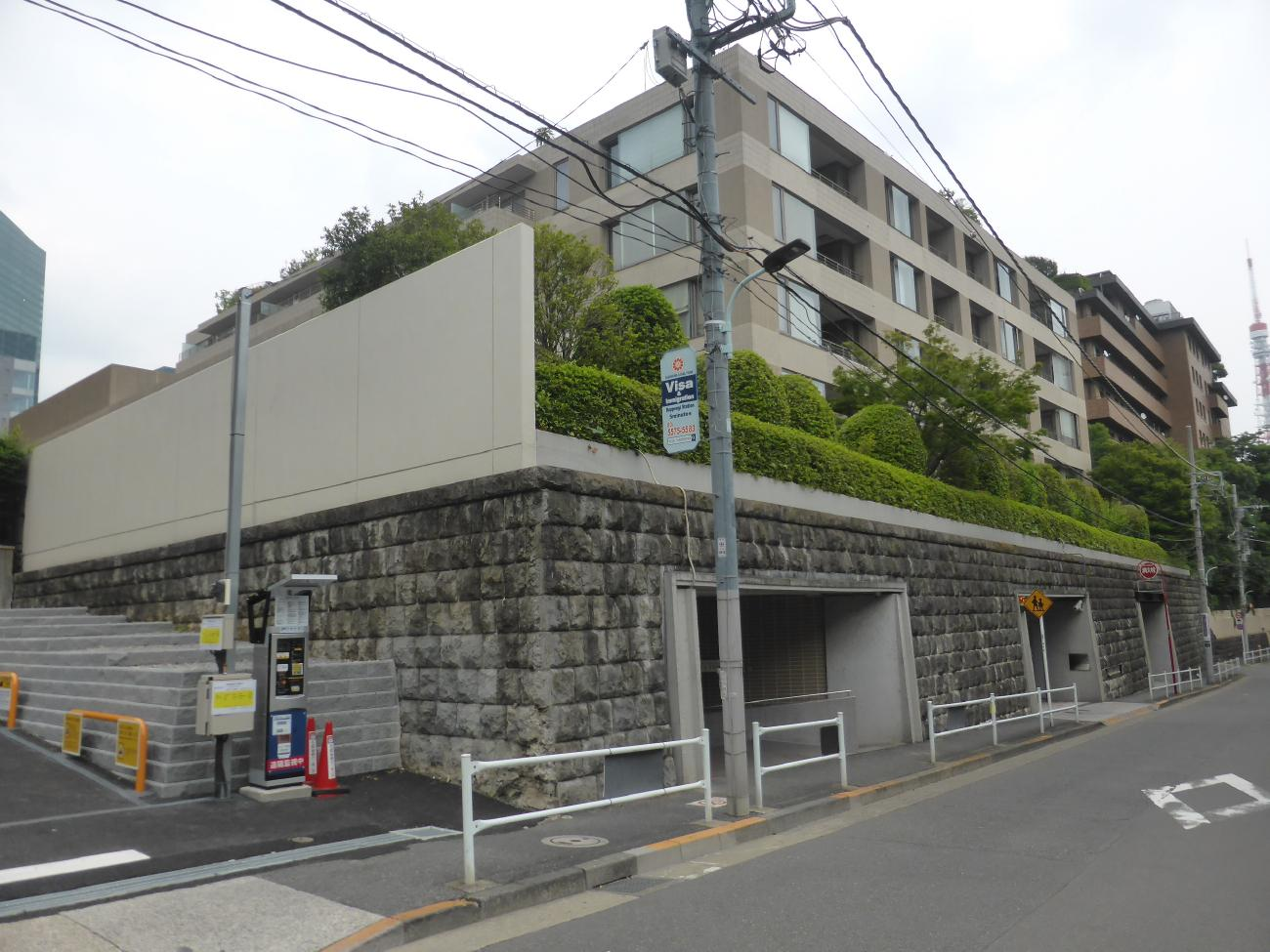
フィリピン大使館裏にある領事部
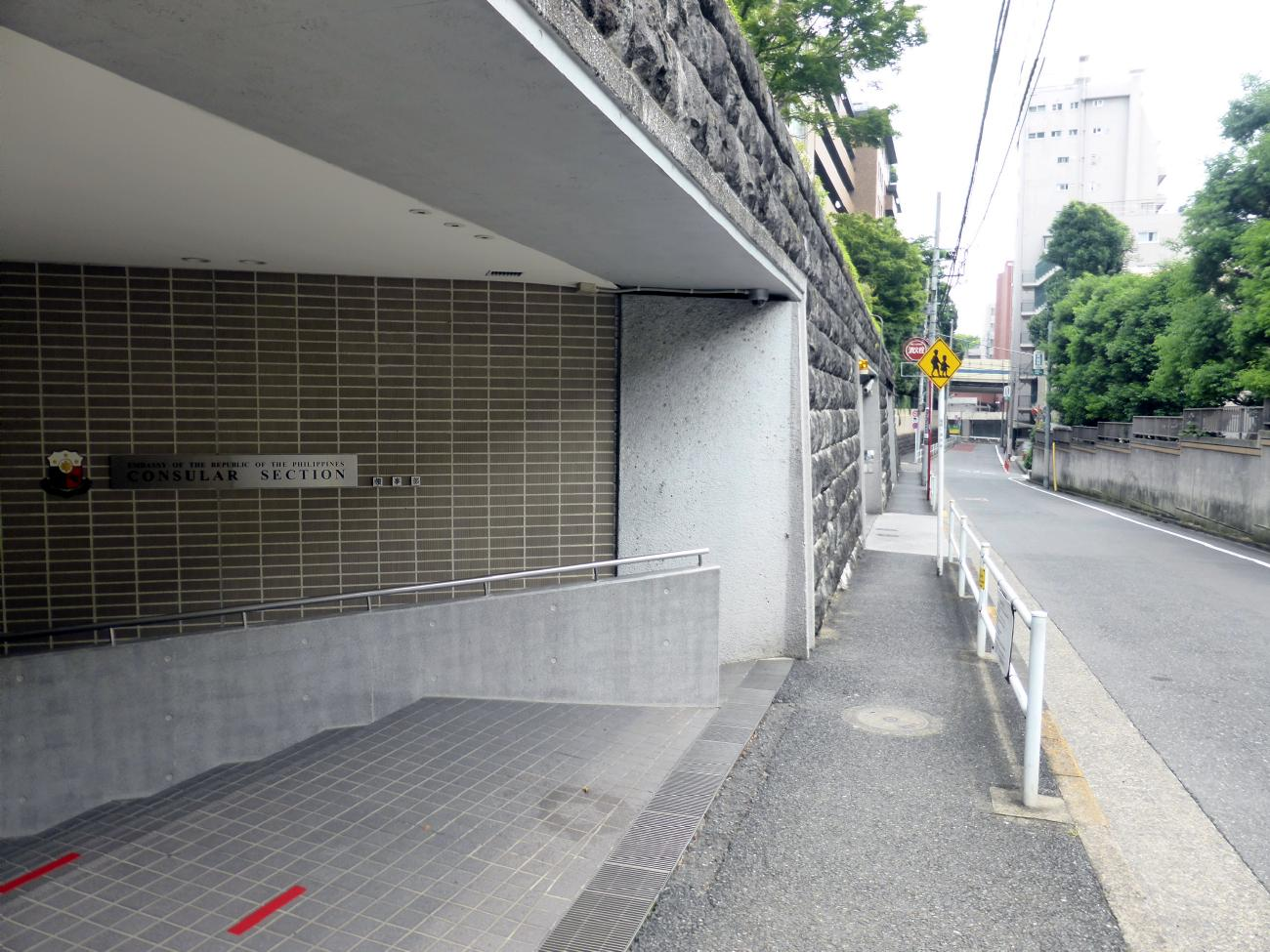
フィリピン大使館領事部

- フィリピン大使館別館（東京都渋谷区南平台町11-24）

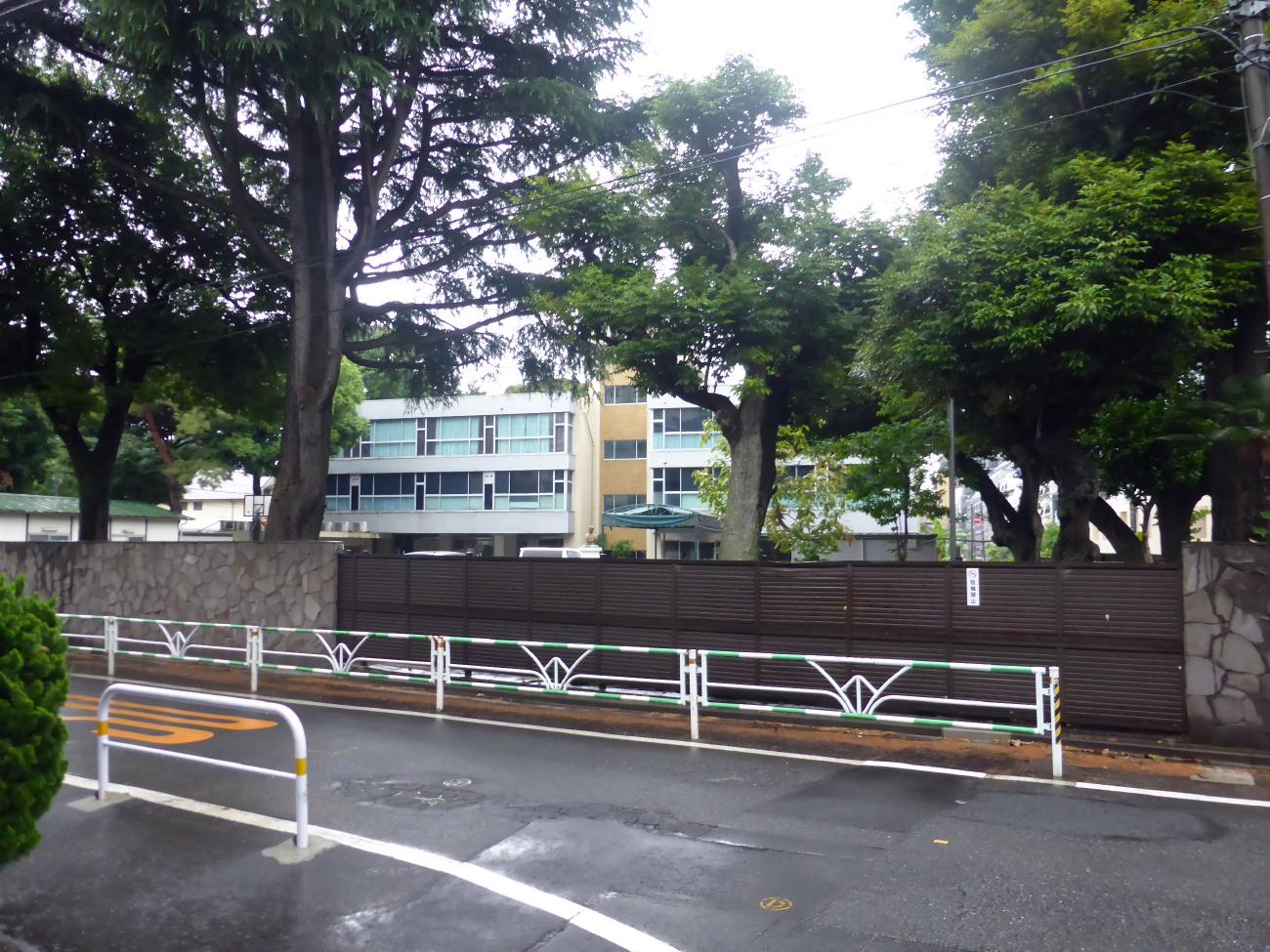
フィリピン大使館別館全景
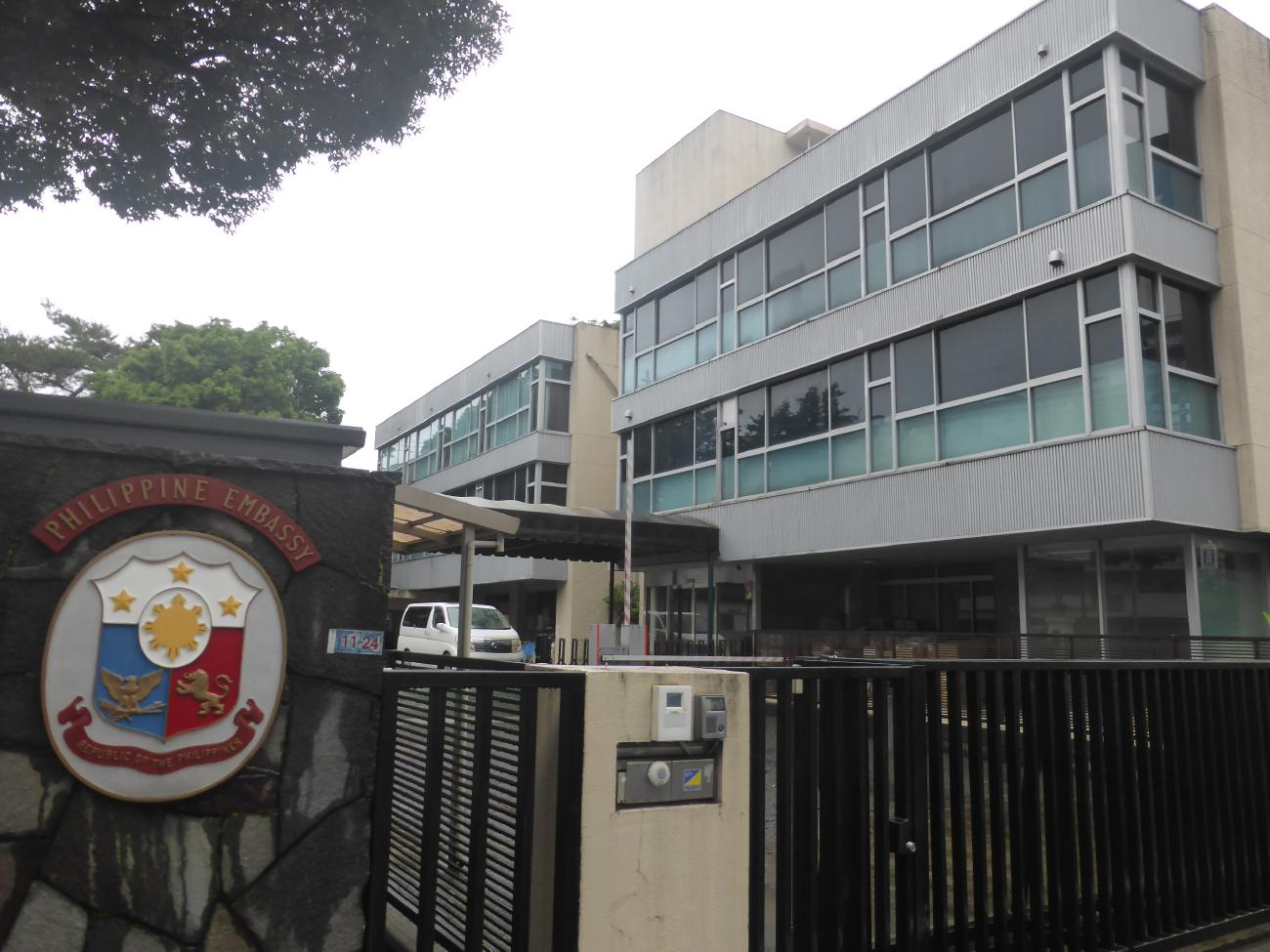
フィリピン大使館別館表札
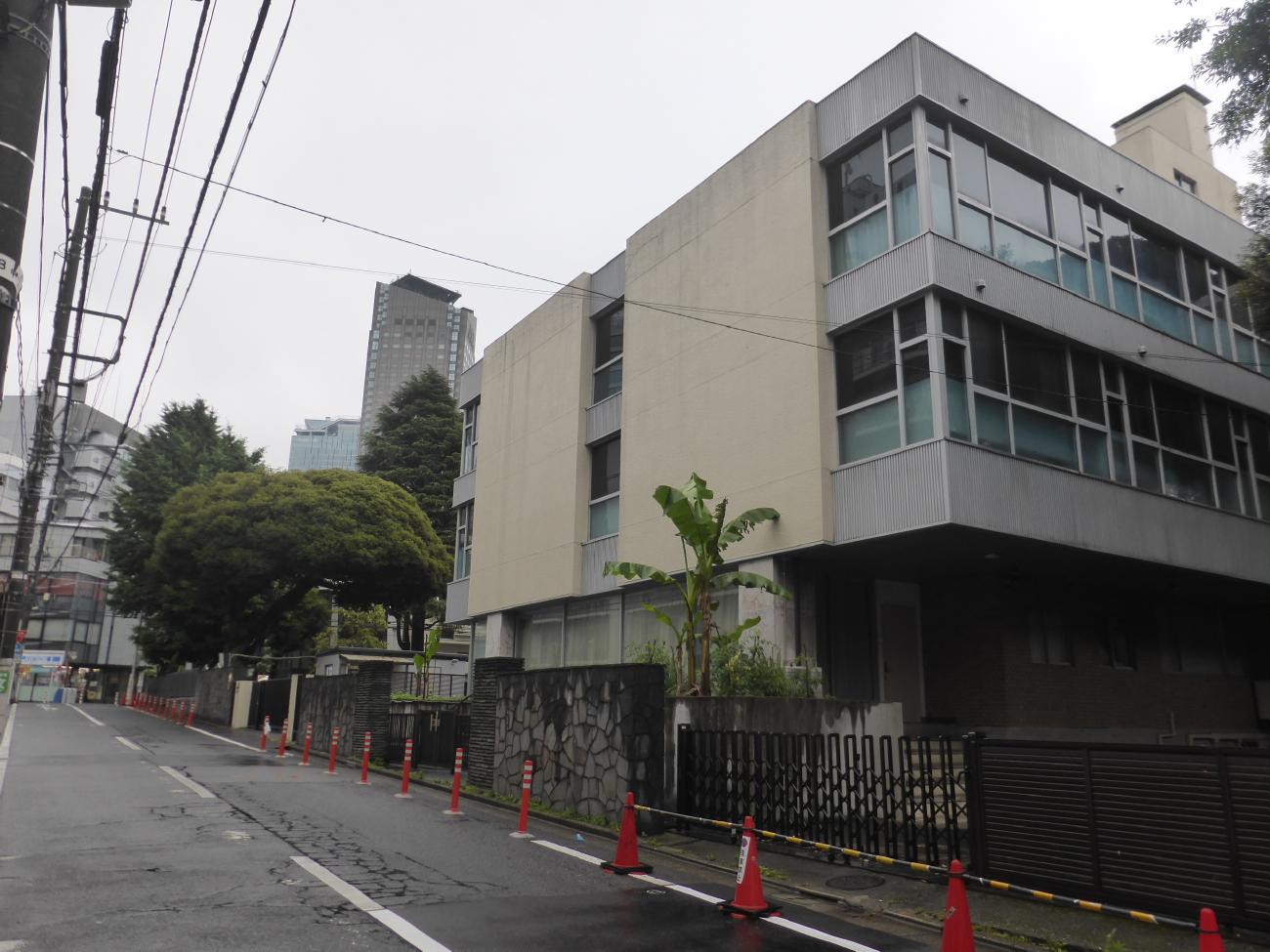
フィリピン大使館別館側面